# Sigma Corporation

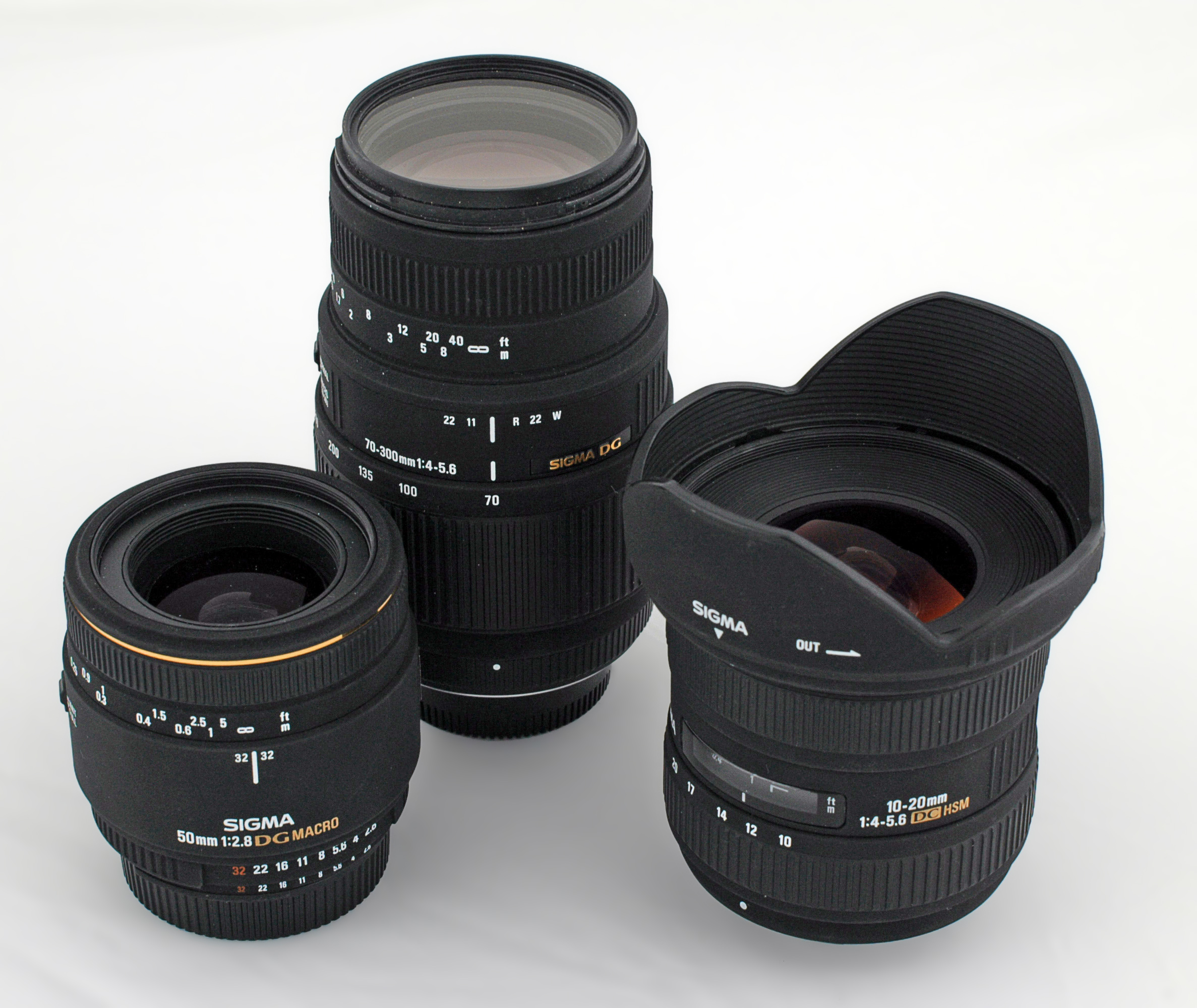

Sigma Corporation (яп. 株式会社 シグマ, Кабушікі-гайся Сіґума) — японська компанія, що виробляє фотоапарати, об'єктиви, фотоспалахи та інші фотоаксесуари.
Sigma випускає аксесуари для камер Canon, Nikon, Pentax, Sony, Olympus and Panasonic а також власні камери і аксесуари до них.

## Історія компанії
Заснована 9 вересня 1961 Мітіхіро Ямак під назвою Institute of Sigma Co.
У листопаді 1970 найменування помінялося на Sigma Corporation.
У листопаді 1973 завершилося будівництво першої черги заводу компанії в префектурі Фукусіма.
У листопаді 1979 створено представництво Sigma Corporation в Німеччині — перше іноземне представництво компанії.
У лютому 1983 завершилося будівництво заводу компанії в префектурі Фукусіма.
У травні 1983 створено представництво Sigma Corporation в Гонг-Конзі, а в травні 1986 — в США.
У квітні 1993 створено представництво Sigma Corporation в Сингапурі, у вересні 1994 — представництво Sigma Corporation у Франції, а в листопаді 2001 — у Великій Британії.
У лютому 2008 поглинена компанія Foveon — розробник сенсорів Foveon X3 для цифрових фотоапаратів.
Вся продукція компанії виробляється на власному заводі в місті Айдзу (Японія).
18 січня 2012 в Токіо у віці 78 років помер засновник компанії Мітіхіро Ямакі.